# Avram Grant
Avraham „Avram“ Grant (hebräisch אַבְרָהָם גְרַנט‎; * 6. Mai 1955 in Petach Tikwa als Avraham Granat) ist ein israelischer Fußballtrainer und -manager.

## Karriere
Avram Grant begann seine Trainerkarriere 1972 als Jugendcoach seines Heimatclubs Hapoel Petach Tikwa, bis er 1986 zur A-Mannschaft berufen wurde. Als ersten Erfolg konnte er den Gewinn des Toto-Cups verbuchen, den er noch in seinem ersten Jahr als Profitrainer mit dem Team gewinnen konnte. 1990 wiederholte er diesen Erfolg. Ab 1991 folgten Trainerstationen bei renommierten israelischen Vereinen wie Maccabi Tel Aviv und Maccabi Haifa. Im Jahr 2002 wurde er zum Trainer der israelischen Fußballnationalmannschaft berufen und ersetzte den Dänen Richard Møller Nielsen.  In der Qualifikation zur Fußball-Weltmeisterschaft 2006 führte er sein Team auf den dritten Platz hinter Frankreich und der Schweiz, ohne ein Spiel zu verlieren (vier Siege, sechs Unentschieden).
Im selben Jahr wurde der englische Premier-League-Club FC Portsmouth auf ihn aufmerksam, der ihn als technischen Direktor verpflichtete. Grant gab dafür sein Traineramt bei der Nationalmannschaft auf. 2007 wurde Grant von seinem langjährigen Bekannten Roman Abramowitsch zum FC Chelsea geholt, wo er zu Saisonbeginn das Amt des Sportdirektors übernahm. Am 20. September desselben Jahres übernahm er von José Mourinho den Posten des Trainers und war seither gemeinsam mit Steve Clarke (seit Oktober 2007 mit Henk ten Cate) für die erste Mannschaft verantwortlich. Am 13. Dezember 2007 wurde sein Vertrag für die nächsten vier Jahre verlängert. Drei Tage nach der Niederlage im Finale der Champions League gegen Manchester United wurde Grant entlassen.
Im Oktober 2009 kehrte er als Fußball-Direktor zum FC Portsmouth zurück und übernahm einen Monat später das Amt des Cheftrainers. Er konnte den gegen Saisonende in die Nähe des Bankrotts geratenen Club jedoch nicht vom Abstieg bewahren, erreichte aber das Finale des englischen Pokals gegen Chelsea. Das Finale ging mit 0:1 verloren. Grant trat zum Saisonende von seinem Amt zurück und wurde danach unter anderem mit dem Erstligisten West Ham United in Verbindung gebracht. Der Transfer Grants zu West Ham wurde am 3. Juni 2010 bestätigt. Nachdem er den Abstieg aus der Premier League nicht hatte verhindern können, wurde er einen Spieltag vor Ende der Saison entlassen. Im Januar 2012 verpflichtete ihn der serbische Spitzenklub FK Partizan Belgrad als Nachfolger von Aleksandar Stanojević. Nach dem Gewinn der Meisterschaft verließ er den serbischen Klub wieder, von November 2014 bis Februar 2017 war er Trainer der ghanaischen Nationalelf und betreute diese bei den Afrikameisterschaften 2015 und 2017.
Am 4. Januar 2018 gab der indische Klub NorthEast United FC seine Verpflichtung als Berater bekannt. Darüber hinaus übernahm Grant interimsweise das Amt des entlassenen Cheftrainers João de Deus. Am 22. Dezember 2022 übernahm Grant als Trainer die sambische Nationalmannschaft.

## Erfolge
- Israelischer Ligapokal: 1986, 1990
- Serbischer Meister: 2012